# Tisztaberek
Tisztaberek là một thị trấn thuộc hạt Szabolcs-Szatmár-Bereg, Hungary. Thị trấn này có diện tích 18,22 km², dân số năm 2010 là 609 người, mật độ 33 người/km².